# Paitobius atlantae
Paitobius atlantae är en mångfotingart som beskrevs av Chamberlin 1922. Paitobius atlantae ingår i släktet Paitobius och familjen stenkrypare. Inga underarter finns listade i Catalogue of Life.